# Rezerwat przyrody Uhryń
Rezerwat przyrody Uhryń – leśny rezerwat przyrody w miejscowości Uhryń w gminie Łabowa, w powiecie nowosądeckim, w województwie małopolskim. Leży na gruntach Skarbu Państwa w zarządzie Nadleśnictwa Nawojowa (leśnictwo Łabowa), w granicach Popradzkiego Parku Krajobrazowego oraz obszaru siedliskowego sieci Natura 2000 „Ostoja Popradzka” PLH120019.

## Historia
Rezerwat Uhryń został po raz pierwszy objęty ochroną przez hrabiego Adama Stadnickiego w 1906 roku. Zostało to potwierdzone urzędowo w 1924 roku. Pierwotna nazwa rezerwatu to „Miedwidiczka”. Po wojnie obszar ten został upaństwowiony, a rezerwat ponownie formalnie zatwierdzono Zarządzeniem Ministra Leśnictwa i Przemysłu Drzewnego z 24 grudnia 1957 roku (M.P. z 1958 r. nr 6, poz. 29) na powierzchni 9,22 ha. Rozporządzeniem Nr 23/03 Wojewody Małopolskiego z 17 lipca 2003 roku (Dz. Urz. Woj. Małop. Nr 199 poz. 2474) zwiększono powierzchnię do 16,52 ha.

## Opis rezerwatu
Celem ochrony rezerwatu jest zachowanie ze względów przyrodniczych, krajobrazowych i naukowych starodrzewia bukowo-jodłowego, będącego pozostałością Puszczy Karpackiej. Na jego terenie chroni się zespół buczyny karpackiej i mały fragment kwaśnej buczyny górskiej. Niektóre okazy buka i jodły mają pierśnicę dochodzącą do 115 cm, a wysokość do 40 m.
Flora roślin naczyniowych w rezerwacie jest uboga i liczy 98 gatunków, z czego 5 jest objętych ochroną ścisłą, a 4 częściową, brak jest też gatunków rzadkich. Naliczono tu 48 gatunków mszaków, 47 taksonów porostów oraz 80 gatunków grzybów.
Obszar rezerwatu podlega ochronie ścisłej.